# Multiface
Le Multiface était un périphérique matériel produit par Romantic Robot pour plusieurs ordinateurs personnels des années 1980. La fonction principale de l'appareil était de copier la mémoire de l'ordinateur sur un stockage externe  après avoir appuyé sur un bouton rouge du Multiface. Comme la plupart des jeux de l'époque n'avaient pas de fonction de sauvegarde, le Multiface permettait aux joueurs de sauvegarder leur position en copiant sur une disquette ou cassette un instantané chargeable du jeu. Les logiciels informatiques du début des années 1980 étaient généralement chargés dans la RAM en une seule fois, avec des mesures de protection contre la copie concentrant la phase de chargement ou juste après. La fonction d'instantané pouvait être utilisée après l'exécution des routines de protection contre la copie, pour créer une sauvegarde qui n'était effectivement pas protégée contre une distribution non autorisée. Les modèles ultérieurs du Multiface ont atténué cela en exigeant que l'appareil soit présent lors du rechargement des vidages en mémoire, rendant les vidages inutiles pour les personnes sans Multiface. Les éditeurs de logiciels ont également réagi à la menace en utilisant des routines qui empêcheraient l'exécution du produit s'il détectait la présence d'un Multiface et en chargeant le logiciel en plusieurs parties, nécessitant ainsi la présence du support original protégé contre la copie.

## Opération
Il fallait appuyer sur le bouton rouge du Multiface pour exécuter la ligne d' interruption non masquable sur le processeur de l'ordinateur, prenant effectivement le contrôle de l'ordinateur. Le Multiface paginerait alors dans sa propre ROM, remplaçant temporairement le système d'exploitation de l'ordinateur par celui du Multiface.

## Caractéristiques supplémentaires
- Tous les Multifaces avaient la capacité de visualiser et de modifier le contenu de la mémoire. Cela rendait la triche dans les jeux particulièrement facile: les magazines imprimaient des codes tous les mois, appelés « pokes ». En changeant la mémoire, divers aspects du jeu pourraient être modifiés, comme le nombre de vies.
- Certains modèles de Multiface permettaient à l'utilisateur de sauvegarder une capture d'écran, et c'est ainsi que Your Sinclair et probablement d'autres magazines ont produit des captures d'écran de jeux[1],[4].
- Les multifaces contenaient 8 kilo - octets supplémentaires de RAM qui pouvaient être utilisés par un logiciel spécialement écrit. Des exemples de tels logiciels comprenaient Genie[5], un désassembleur de code machine, et Lifeguard, un programme pour analyser la mémoire d'un jeu pendant son exécution afin d'identifier quels emplacements de mémoire devraient être modifiés pour tricher. Ces programmes peuvent être chargés dans la RAM Multiface et activés en appuyant sur le bouton rouge.
- Certains Multifaces plus récents avaient un «thru-port», une interface supplémentaire à l'arrière de l'unité qui permettait à d'autres périphériques d'être branchés à l'arrière. Cela a résolu le problème du Multiface utilisant le seul port d'extension de l'ordinateur.

## Modèles de Multiface

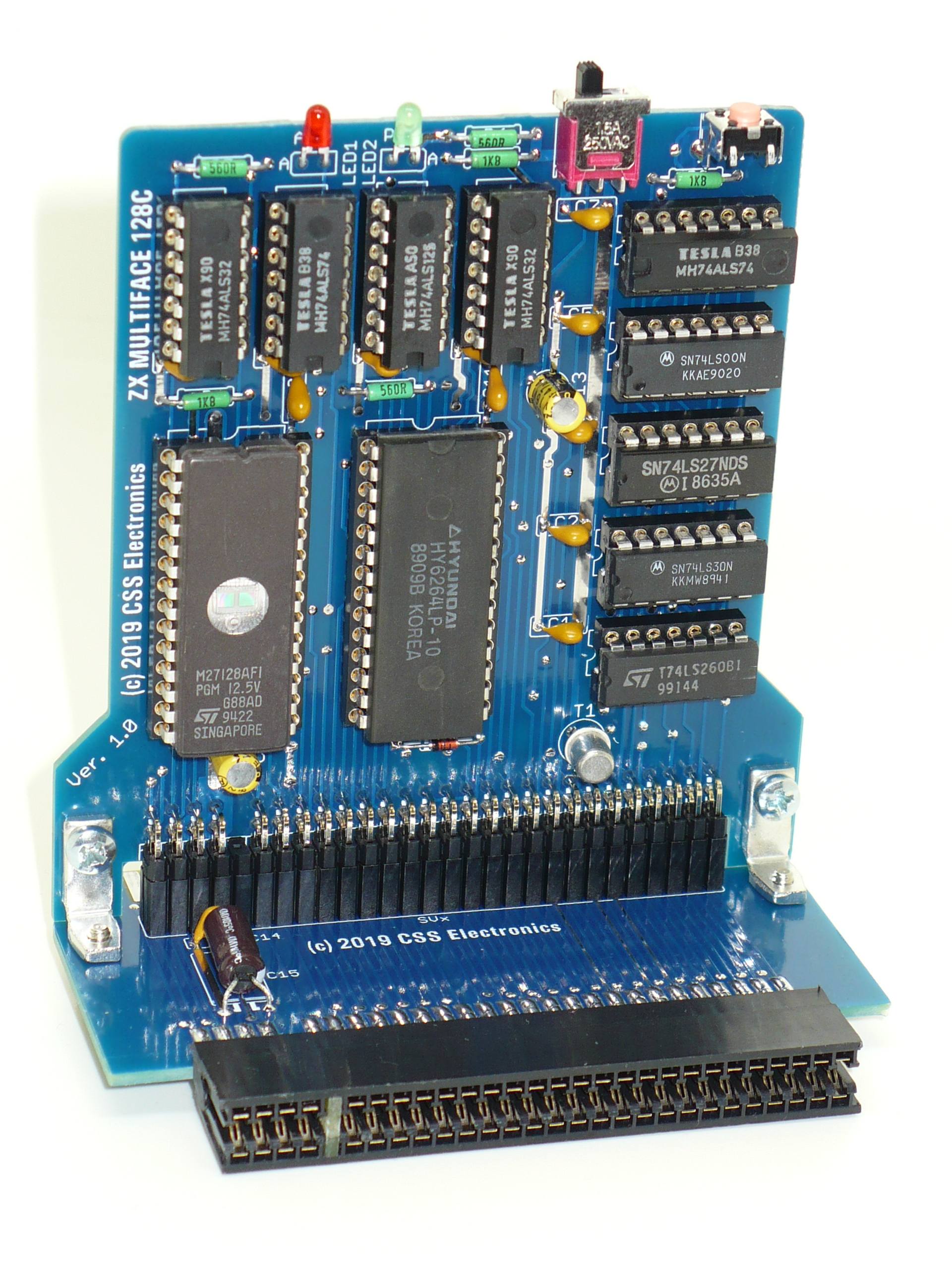
Version tchèque de Multiface 128

Des multifaces ont été lancés pour les microordinateurs 8 bits et 16 bits, tels que le ZX Spectrum, Amstrad CPC et Atari ST . Différents modèles avaient des caractéristiques légèrement différentes.

### Multiface 1
Le Multiface One est sorti en 1986  pour le ZX Spectrum 48K. Il coûtait initialement 39,95 £  et avait la capacité d'enregistrer des données sur cassette, ZX Microdrive, Opus Discovery (un   disque dur  3,5 pouces) ou Technology Research Beta (une interface qui permettait de connecter des lecteurs de disquettes 5,25 pouces et 3,5 pouces). L'appareil fonctionnait sur Spectrums 128K, mais seulement s'ils étaient mis en mode 48K.  Il comportait un port joystick Kempston, et les révisions ultérieures contenaient un commutateur qui "cachait'' efficacement l'appareil du logiciel. Les premières versions avaient un port de sortie vidéo composite  mais cette fonctionnalité a été supprimée plus tard.

### Multiface 2
Le Multiface 2 a été produit pour l'Amstrad CPC 464 coutant initialement 575 francs et avait des caractéristiques similaires au Multiface 1.

### Multiface 128
Le Multiface 128 est sorti en avril 1987 pour la version 128K du Spectrum, y compris le modèle original +2. Il fonctionnait en mode 128K ou 48K et existait en deux versions; initialement sans «thru-port» et plus tard, avec un, qui coûtaient à l'origine £ 44.95, prix qui a plus tard été réduits au même prix que le Multiface 1. Le 128 a introduit la possibilité de sauvegarder sur les systèmes de disques + D et DISCiPLE, mais a perdu son port joystick (le Spectrum +2 avait déjà des ports joystick intégrés). L'appareil n'était pas compatible avec le dernier Spectrum + 2A ou le Spectrum +3.

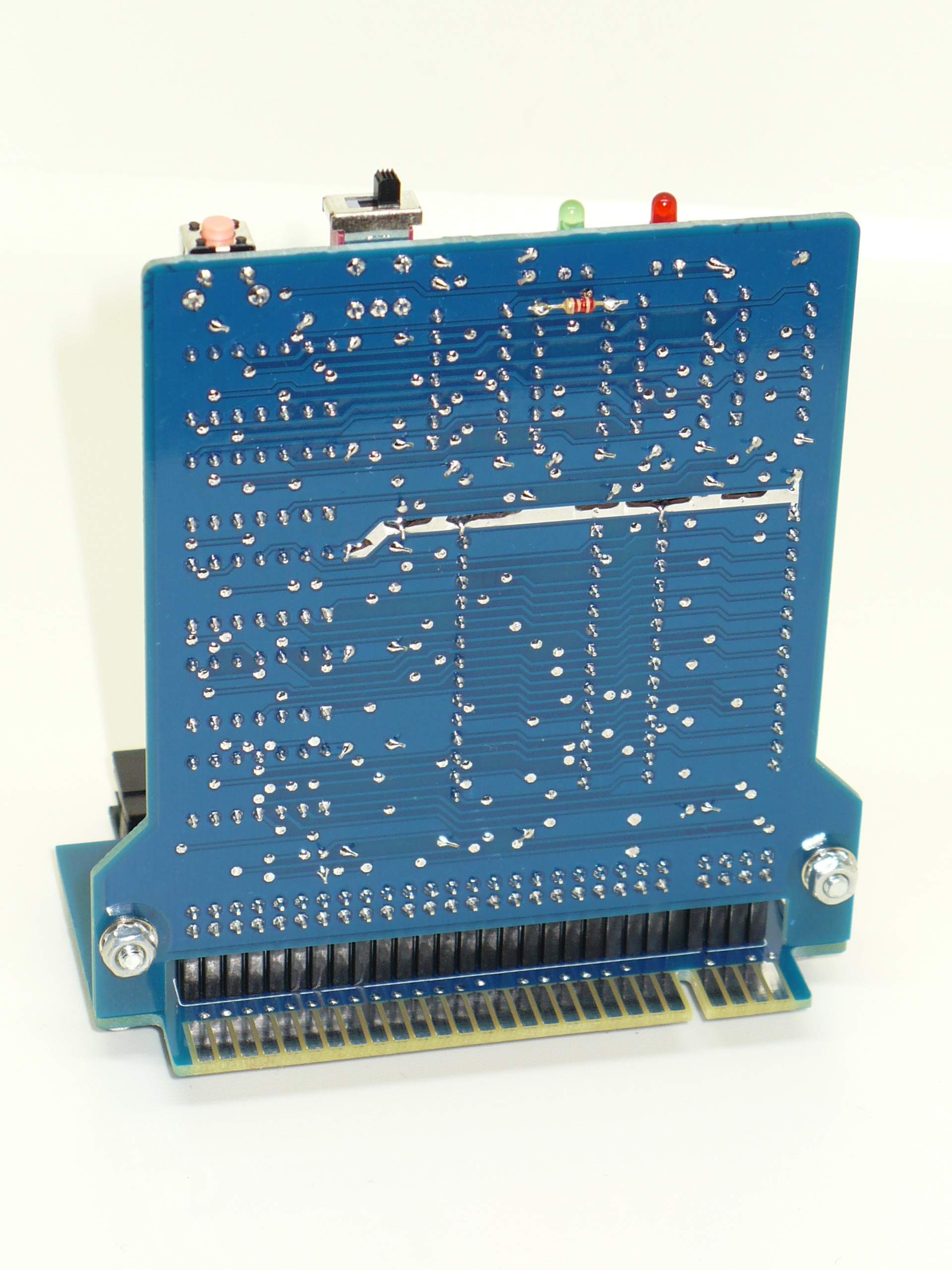
Version tchèque de Multiface 128 - vue arrière

### Multiface 3

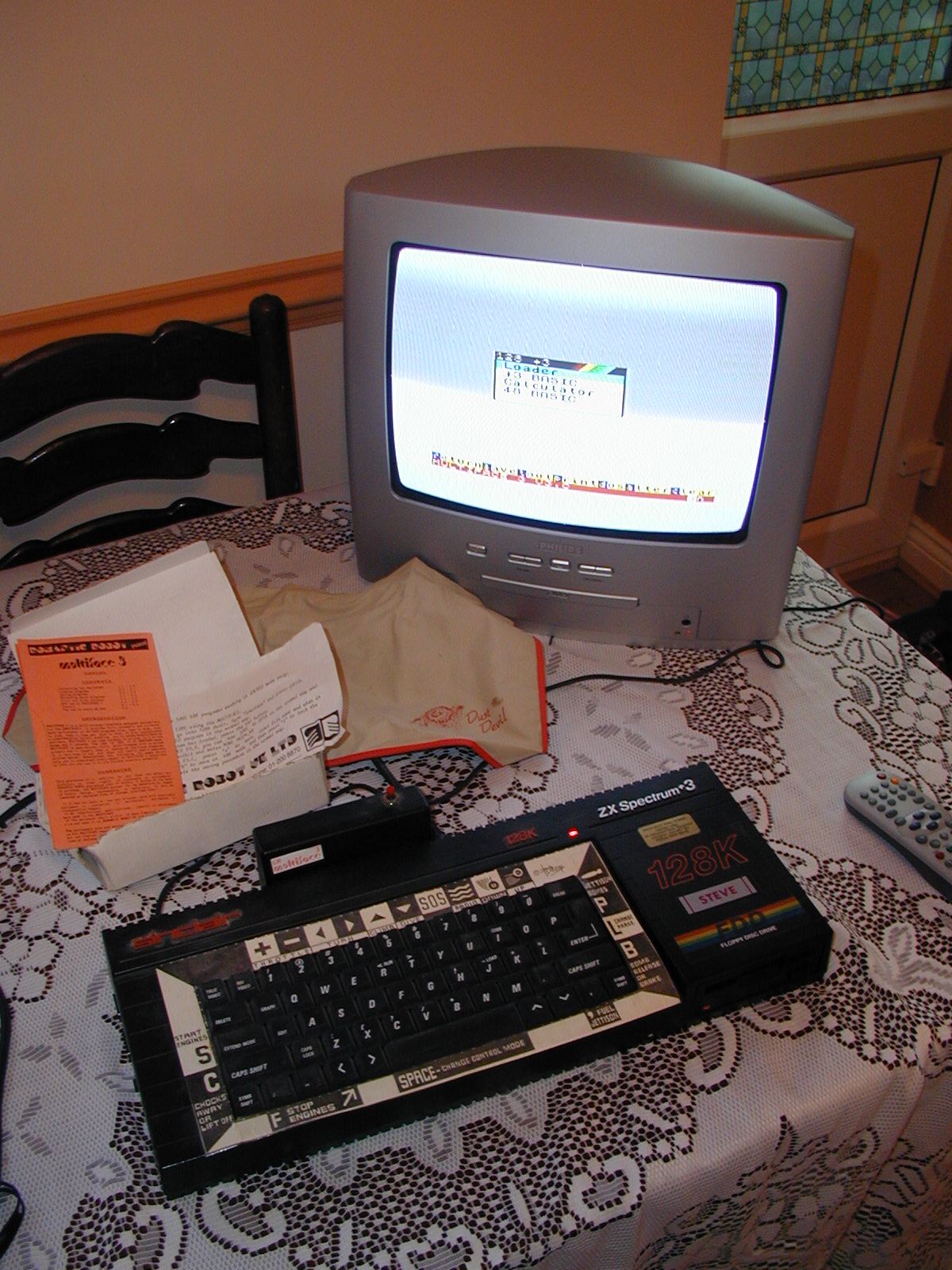
Ordinateur Sinclair Spectrum +3 avec périphérique Multiface 3 connecté. Connecté à la télévision et affichant l'écran de démarrage. La superposition du clavier en papier est pour un jeu.

Le Multiface 3, sorti en novembre 1987, été conçu pour les modèles ultérieurs de Spectrum fabriqués par Amstrad que le 128 ne supportait pas. Il existait en deux versions; un avec un «thru-port», pour 49,95 £, et un sans, qui coûte 44,95 £. Les deux ont ensuite été réduits à 29,95 £. La principale caractéristique du Multiface 3 était sa capacité à enregistrer sur disque +3, une fonctionnalité utile pour les propriétaires de +3 qui voulaient éviter les longs temps de chargement des bandes.

### Multiface ST
Les Multiface ST et Multiface ST II ont été lancés pour les ordinateurs ST d'Atari. Ils se connectaient au port de la cartouche avec un connecteur filaire se fixant au port du moniteur (pour générer le signal d'interruption lorsque le bouton était enfoncé). Beaucoup moins efficaces que les modèles Spectrum précédents et identiques au modèle CPC, ils nécessitaient la présence de la cartouche pour charger les parties sauvegardées. Des cartouches rouges, vertes et bleues ont été notées.

## Anti-Multiface
Anti-Multiface était un programme du domaine public pour l'Amstrad CPC qui permettait de restaurer les vidages de mémoire enregistrés sans avoir besoin d'un Multiface pour être présent. Il était limité à 128K machines et ne fonctionnait pas sur des dumps de plus de 64K. Les crédits annoncent que le créateur est "Merlin J. Bond of Magic Software".

## Produits similaires
Les appareils concurrents comprenaient Mirage Imager, Disk Wizard et Action Replay . À l'époque, aucun de ceux-ci ne pouvait sauver autant de jeux, ni n'offrait les opportunités de tricherie que le Multiface.
Pour les consoles de jeux des années 1990, il y avait le Game Genie, qui avait un objectif similaire en permettant aux valeurs de mémoire d'être modifiées afin de tricher.